# Штейнле, Эдуард фон
Эдуард Якоб фон Штейнле (также Стейнле; Штайнле; нем. Edward Jakob von Steinle, 1810—1886) — австрийско-немецкий исторический живописец; художник-романтик, представиль движения назарейцев; рисовальщик.

## Биография и творчество
Усвоив себе начала рисовального искусства ещё в доме своего отца, небезызвестного венского гравёра, Штейнле получил дальнейшее художественное образование в венской академии под руководством профессора гравирования Кинингера и поступил затем, для изучения техники живописи масляными красками, в мастерскую Купельвизера, оказавшего на него большое влияние. Но ещё более сильное влияние имели на него Овербек и Фил. Фейт в Риме, где пробыл почти безвыездно с 1828 до 1834 годы.
По возвращении из Рима работал сначала в Вене, а потом во Франкфурте-на-Майне, куда пригласил его Бетман-Гольвег украсить стенными фресками свою капеллу в замке Рейнеке. Для того, чтобы приготовиться к этой работе изучением приемов фресковой живописи на практике, он помогал Корнелиусу в его трудах по росписи церкви св. Людовика в Мюнхене и уже затем, в 1838—1842 гг. написал в Рейнеке порученные ему фрески («Блаженны нищие духом», «Блаженны алчущие» и т. д.).
Затем Штейнле поселился во Франкфурте, где получил в 1850 году место старшего профессора в Штеделевском институте и исполнил ряд картин религиозного содержания, в которых строгость стиля так называемого «назарейского» направления смягчена грациозностью форм. Сюда относятся:
- «Хоры ангелов», написанные аль-фреско в Кёльнском соборе,
- картины, исполненные масляными красками:
  - «Тибуртинская Сивилла»,
  - «Св. Лука, изображающий Богородицу»,
  - «Воскрешение дочери Иаира»,
  - «Ева и Авель»,
  - «Брак в Кане Галилейской» и др.

В 1857—1860 гг. Штейнле исполнил, в сотрудничестве со своими учениками, фрески в церкви св. Эгидия в Мюнхене, в 1860—1863 гг. фрески на лестнице кёльнского музея (на темы из истории кёльнской культуры и фрески искусства) и в 1865—1869 гг. в нишах хора Мариинской церкви в Ахене, в 1867 г. украсил живописью Левенштейнскую капеллу в Гейсбахе, изготовил картоны для цветных окон для церкви Богородицы в Трире и для Франкфуртского собора и, наконец, в 1875 г. исполнил одно из важнейших своих произведений — монументальную роспись Страсбургского собора.
Будучи одарён многосторонним талантом и находчивым воображением, Штейнле создал огромное количество рисунков нерелигиозного содержания, каковы, например, иллюстрации к драмам Шекспира и к «Рейнским сказкам» Брентано.

## Награды
Кавалер баварского ордена Максимилиана «За достижения в науке и искусстве» (1883).

## Издания
Его переписка с друзьями издана в 1897 году.